# 浮図縁〜秘めた思い〜
『浮図縁〜秘めた思い〜』（ふとえん〜ひめたおもい〜、原題：浮图缘、英題：Unchained Love）は、尤四姐の小説『浮図塔』を原作とした、ラブコメ時代劇ドラマである。呉強が監督を務め、主演は王鶴棣、陳鈺琪、何潤東、曾黎が務めた。本作は2022年12月27日に動画配信サービスiQIYIで中国大陸にて配信開始され、iQIYI国際版を通じて海外にも配信された。

## あらすじ
隆化11年、先帝が崩御し、大鄴王朝は波乱の渦中にあった。
昭定司の長・肖鐸（シァオ・ドゥオ）を中心とする勢力と、栄安皇后が率いる鳳儀宮の勢力とが、皇位継承を巡って激しい権力争いを繰り広げる。
福王・慕容高鞏は肖鐸の力を借りて、ついに皇位に就くこととなるが……。

## キャスト

### 主演
| 俳優   | 役         | 紹介 | 声優   |
| ------ | ---------- | --- | ------ |
| 王鶴棣 | 肖鐸／肖丞 | 大鄴王朝・昭定司の掌印宦官 → 肖丞（正一品官位） 曹春盎の義理の父。昭定司の実権を握る、朝廷で最も権勢を誇る人物の一人。表向きは宦官だが、実は「偽宦官」。双剣「等活」を操る。弟の仇を討つため、暗躍する。 | 張福正 |
| 陳鈺琪 | 歩音楼     | 先帝の才人（側室） → 朝天女 → 大鄴貞順端妃（端太妃） → 大鄴端妃 → 肖丞の妻 歩家の庶子。幼名は濯纓。 師兄・宇文良序の弟子。もとは先帝の殉葬対象であったが、慕容高鞏の懇願により肖鐸が救出。その後「端妃」の尊位に封じられる。 一見無邪気で天然だが、実はとても聡明で機転が利く。 | 劉晴   |
| 何潤東 | 慕容高鞏   | 大鄴福王 → 大鄴皇帝 先帝の弟。幼名は幼梧。 幼少期から宗室内でいじめられ、暗闇を恐れるようになった。そのため灯籠作りに没頭し、「灯籠王子」と呼ばれる。 かつて太傅府で偶然出会った歩音楼に一目惚れする。一時の失態により皇甥（栄王）を死なせてしまい、罪悪感を抱く。だが実際は非常に計略家で、掌印宦官・肖鐸と密かに宮廷クーデターを画策し、皇位を奪取する。だが即位後は猜疑心が強まり、権力を守るため手段を選ばなくなる。反乱を起こした歩馭魯との対峙中、事故で下半身を負傷し、男性機能を失い、性格が激変する。 | 王凱   |
| 曾黎   | 栄安皇后   | 大鄴・先帝の皇后 → 大鄴の太后 姓は趙。張婕妤の叔母。 権力欲が強く、密かに肖鐸を頼って寂しさを紛らわしていた。 南苑王と手を組み、栄王を皇帝に立てようと画策したが失敗し、皇城から追放される。 その後、巻き返しを狙って狐妖事件を利用し端妃を陥れようとするも、皇帝から「宮中の秩序を乱し、民を苦しめた」として長慶宮に幽閉され、死刑を宣告される。 最期は肖鐸との取引の末、自ら命を絶つ。 |        |

### サブキャスト
| 俳優     | 役       | 紹介 |
| -------- | -------- | --- |
| 鶴男     | 彤雲     | 歩音楼の侍女 → 染織局の女官 → 歩音楼の侍女 心優しく理解力がある性格。曹春盎に想いを寄せ、後に結婚する。 |
| 王櫟鑫   | 曹春盎   | 昭定司の随堂宦官 肖鐸の義理の息子。彤雲に想いを寄せ、後に結婚する。 |
| 李東赫   | 佘七郎   | 昭定司の大档頭（幹部） 肖鐸の腹心で、曹春盎とは兄弟のような関係。 |
| 關暢     | 慕容鈞   | 合徳帝姬 幼名：婉婉。慕容高鞏の妹。栄安皇后とは犬猿の仲だが、要所で肖鐸に協力する。宇文良序に想いを寄せ、後に彼と共に皇城を離れる。 |
| 康亢     | 宇文良時 | 南苑王 西蜀藩王で軍権を掌握。摂政王の座を狙い、栄安皇后と手を組む。最終的に皇帝により王府を摘発され、屋敷に幽閉。後に反乱を起こし、自ら首を刎ねて死ぬ。                                                                                |
| 韓浩天   | 宇文良序 | 南苑王の弟 歩音楼の兄弟子。合徳帝姬・慕容鈞に想いを寄せ、後に皇帝により庶人に降格され、京城に幽閉。最後は帝姫と共に皇城を離れる。 |
| 李熹子   | 連城公子 | 酩酊楼の伶人（役者） 歩音楼の従兄。南苑王の側で伶人をしていたが、歩音楼を救うために南苑王の怒りを買い、肖鐸に助けられ西蜀を脱出。後に皇帝に誤解され、歩音楼の手によって刺されるが、重傷を負いながらも肖鐸に救出される。                |
| 張子健   | 歩馭魯   | 太傅 → 大理寺卿 歩夫人・歩陳氏の夫、歩音閣・歩音楼の父。普段は病と称して出仕せず、実は宇文良時が京城に仕込んだ内通者。肖鐸に秘密を知られ、口封じに殺される。後に宇文良時と反乱を起こすも失敗し、牢獄に投獄され処罰を待つ。             |
| 楊明娜   | 歩陳氏   | 歩音楼の実母。歩音楼が宮中に入った後、まもなく病死。 |
| 程梓     | 歩音閣   | 南苑王の側妃 → 浣衣局の女官 歩家の嫡女で、家では寵愛されわがままに育つ。本来は先帝と婚約していたが、先帝が重病だったため庶子の歩音楼を身代わりに立てる。後に南苑王・宇文良時と結婚。歩音楼に似た顔立ちを皇帝に利用される。             |
| 施羽     | 孫泰清   | 福王府の宦官長 → 皇帝の宦官長 慕容高鞏の腹心で謀略に長ける。後に皇帝に殺害される。 |
| 張紹剛   | 閆蓀琅   | 昭定司の宦官長 密かに栄安皇后に仕えるが、失敗を重ねた末に皇后により張毓瑾との不倫をでっちあげられ、宮中を乱した罪に問われる。 |
| 安唯綾   | 夢解語   | 夢廬楼の主 勾欄院の女主人。芸を売るが身は売らない。歩音楼と宇文良序の師匠。 |
| 盛朗熙   | 李萍如   | 李美人（先帝の側室） → 朝天女 殉葬を免れるため、歩音楼の助言で疫病を偽装し、皇陵送りとなる。皇陵で宦官・劉公公に凌辱され、後に歩音楼への嫉妬と誤解から歩夫人にそそのかされ、歩音楼を陥れるが、最後は歩音楼に赦され、善意の忠告を残す。 |
| 許榕真   | 歩夫人   | 太傅夫人 歩音楼の継母。陰険かつ狡猾で、策略に長ける。娘・歩音閣のため、また歩家の権力を守るため、歩音楼を何度も利用・陥れる。 |
| 高益     | 周承德   | 内閣大学士 遊女に酒を献上させ、弟の科挙名簿に名を入れるなど、賄賂と私欲で政治を乱し、詔獄に投獄される。 |
| 于小琬   | 張毓瑾   | 張婕妤（先帝の側室） → 朝天女 栄安皇后の姪。任務失敗後、栄安皇后により閆蓀琅との不倫を捏造され、宮廷を乱した罪に問われる。 |
| 翟一青   | 漪蘭     | 栄安皇后の侍女 皇后に仕える侍女。 |
| 胡然     | 邵貴妃   | 邵貴妃（先帝の側室） → 朝天女 栄王の母。栄安皇后が栄王を即位させて太后の座を独占しようとしたため、皇后により殺される。肖鐸はその遺体を利用し、もともと殉葬される予定だった歩音楼の身代わりとする。                                     |
| 朱亜英   | 太后     | 先帝の生母 合徳帝姫の母。 |
| 李傳纓   | 劉公公   | 皇陵の総管宦官 見栄っ張りで金に目がなく、皇陵の食事や衣服などすべてを管理する。李萍如の美しさに目を付け、後に杖で打たれて死ぬ。 |
| 閆可欣   | 若蘭     | 合徳帝姫の侍女 帝姫の身の回りの世話をする。 |
| 徐修斉   | 容宝     | 南苑王の側近 南苑王府の執事。 |
| 孟根珠拉 | 秋月白   | 肖鐸の「対食」（宮中の食事相手） かつて肖鐸が宮中にいた頃の女性の対食。弟のように思っている。 |
| 何星雨   | 尊       | 静妃の腹心 → 御林軍統領 元は皇帝の母・皇后の護衛隊長。後に御林軍の指揮官となる。 |
| 孫子鈞   | 素槐     | 別院「鹿鳴蒹葭」の管理役 皇室の別院を管理する女官。 |

## 制作・配信情報
- 2022年9月14日：『浮図縁』の初予告編が公開された。[3][4]
- 2022年12月20日：本作はウェブドラマ配信許可証を取得。[5]